# Hippasa himalayensis
Hippasa himalayensis là một loài nhện trong họ Lycosidae.
Loài này thuộc chi Hippasa. Hippasa himalayensis được Frederick Henry Gravely miêu tả năm 1924.